# Sarah Knappik
Sarah Knappik née le 5 octobre 1986 à Fritzlar, est une actrice de télé-réalité allemande, qui d'abord commence comme mannequin.

## Filmographie sélective

### Télé réalité
- 2011 : Germany's Next Topmodel
- 2017 : Promi Big Brother